# David Pastor
David Pastor (n. 25 iulie 1978, Barcelona, Catalunia)  este un regizor și scenarist spaniol.

## Biografie
Este fratele regizorului Àlex Pastor.

## Filmografie

### Filme
- 2009: Carriers (Purtătorii), împreună cu Àlex Pastor
- 2013: Los últimos días, împreună cu Àlex Pastor

### Scurt-metraje
- 2001: Entre la multitud
- 2002: Movie (Theater) Hero
- 2004: Orson

### Scenarist
- Los últimos días (2013)
- El Barco / Vaporul (2011)
- Carriers / Purtătorii (2009)

## Legături externe
- David Pastor la Internet Movie Database
- David Pastor la CineMagia